# Leninskij (rejon ponyrowski)
Leninskij (ros. Ленинский) – osiedle w Rosji, w obwodzie kurskim, w rejonie ponyrowskim. W 2010 liczyło 112 mieszkańców.